# Béthencourt-sur-Mer
Béthencourt-sur-Mer é uma comuna francesa na região administrativa de Altos da França, no departamento de Somme. Estende-se por uma área de 2,95 km². Em 2010 a comuna tinha 967 habitantes (densidade: 327,8 hab./km²).